# Trachypithecus shortridgei
Trachypithecus shortridgei là một loài động vật có vú trong họ Cercopithecidae, bộ Linh trưởng. Loài này được Wroughton mô tả năm 1915.